# MTV Base (France)
MTV Base est une chaîne de télévision musicale du groupe Viacom International Media Networks France ayant émis entre 2007 et 2015.

## Historique
Une première chaîne, MTV Base version anglaise, est d'abord apparue sur les écrans de différents pays d'Europe le 1er juillet 1999. Cette version de la chaîne restera quand même diffusée en France après le lancement de la version française jusqu'au 7 mars 2008 où elle est remplacée par MTV Dance sur Free et les autres opérateurs ADSL (comme dans toute l'Europe sauf le Royaume-Uni) et sur CanalSat par VH1 Classic.
Lancée le 21 décembre 2007 à 13 heures, MTV Base est une chaîne de télévision musicale française faisant partie du réseau MTV axée principalement sur le hip-hop et le R'n'B d'où son slogan: "La chaîne en Mode Hip-Hop R'n'B". Elle fut lancée à l'occasion du deuxième anniversaire des chaînes MTV Pulse et MTV Idol, complétant ainsi l'offre de chaînes de l'offre du bouquet MTV Networks France. 
MTV Base se veut également pour la France « le reflet du genre musical le plus populaire en France » et cible en particulier les 11/34 ans.
La chaîne sera disponible dès le 20 octobre 2009 sur la PlayStation Portable et la PlayStation Portable Go[pertinence contestée].
Elle partagera son antenne avec BET dès le lundi 11 juin 2012 à 21h30.
En 2014, la chaîne changea de cibles en ne diffusant que des contenus Pop et Dance et très peu de Hip-Hop. La chaîne accorde un moment Hip-Hop & R'n'b avec l'émission américaine '106&Park' et French Only la nuit.
MTV Base a cessé d'émettre en France le 17 novembre 2015 en même temps que MTV Pulse et Idol laissant place à la version française de MTV Hits et au nouveau service My MTV.

### Identité visuelle (logo)

Logo du 21 décembre 2007 au 23 novembre 2009.
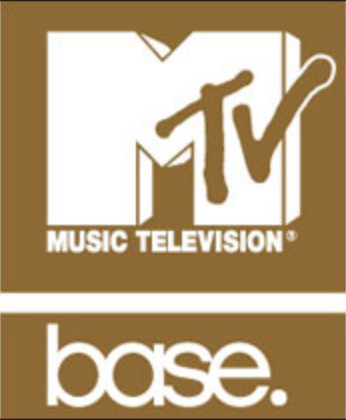
Logo du 23 novembre 2009 au 1er juillet 2011
Logo du 1er octobre 2013 au 17 novembre 2015.

## Programmes
MTV Base présente également la mémoire de MTV avec ses émissions à succès telles que[réf. nécessaire] Ghetto Pasteur (Run's House) ou Yo Momma! et The Wade Robson Project ainsi Making The Band 3. Ils diffusais les lives des chanteurs du genre musical de la chaîne (le Hip-Hop et le R'n'B)  tous les mercredis soir ainsi que des weekends spéciaux "En Mode" consacrés à un chanteur Hip-Hop ou R'n'B.
La chaîne diffuse également les MTV Crispy News.

## Diffusion
À la Réunion, la chaîne est diffusée sur le bouquet Zeop. Elle est aussi diffusée en Belgique sur Numericable Belgique